# Proserpinus proserpina
Proserpinus proserpina é uma espécie de insetos lepidópteros, mais especificamente de traças, pertencente à família Sphingidae.
A autoridade científica da espécie é Pallas, tendo sido descrita no ano de 1772.
Trata-se de uma espécie presente no território português.

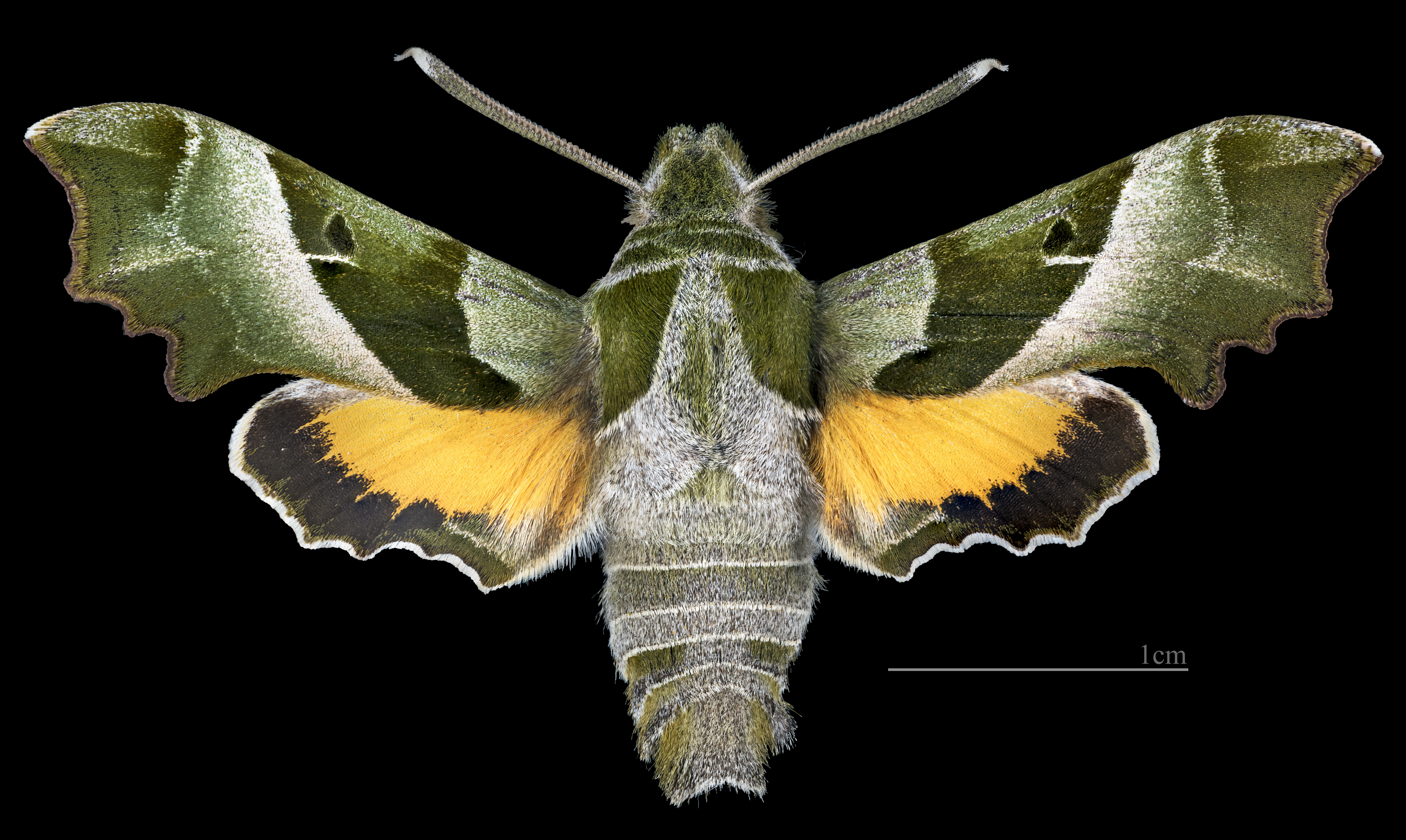
Proserpinus proserpina ♂
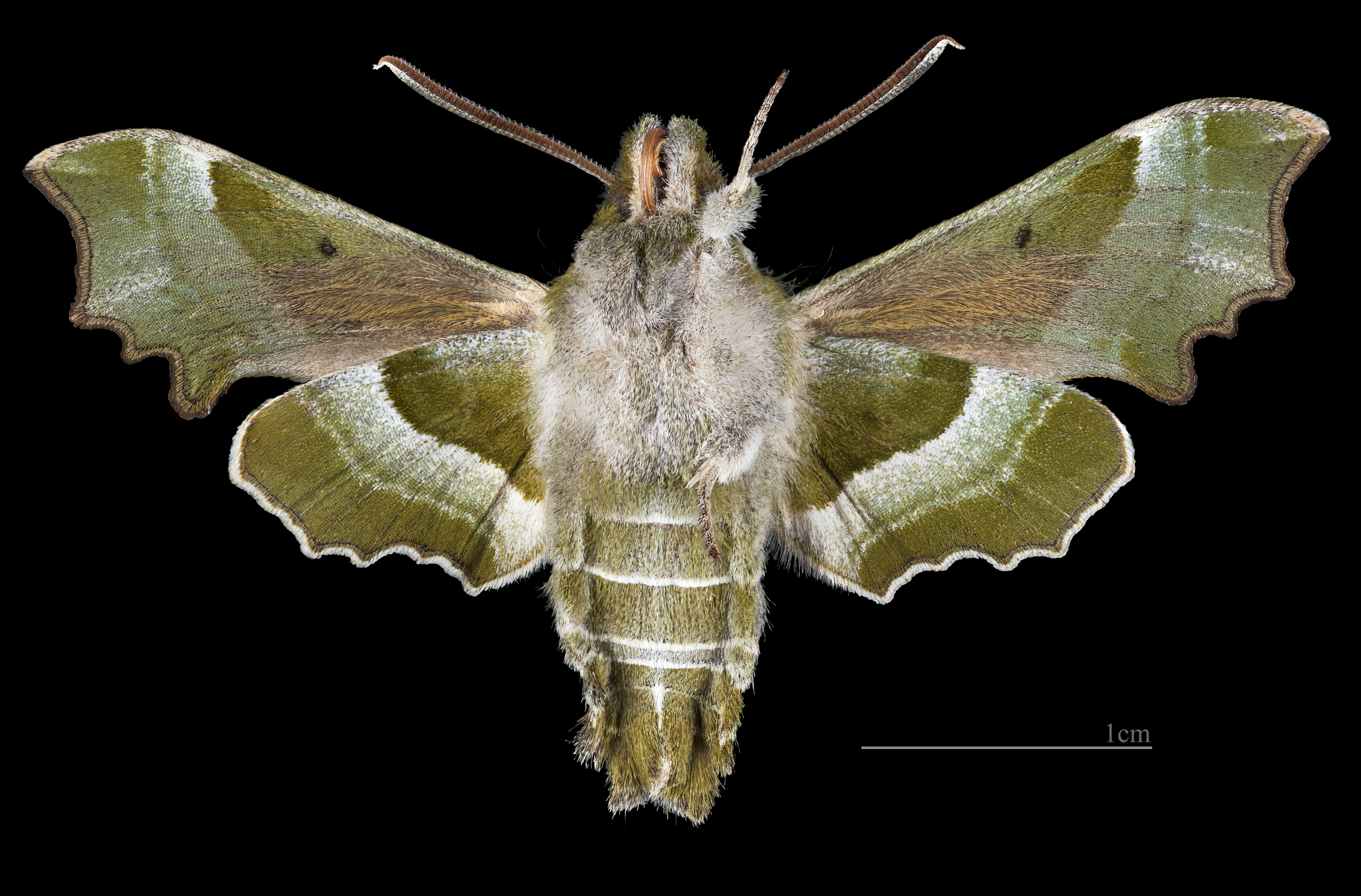
Proserpinus proserpina ♂  △
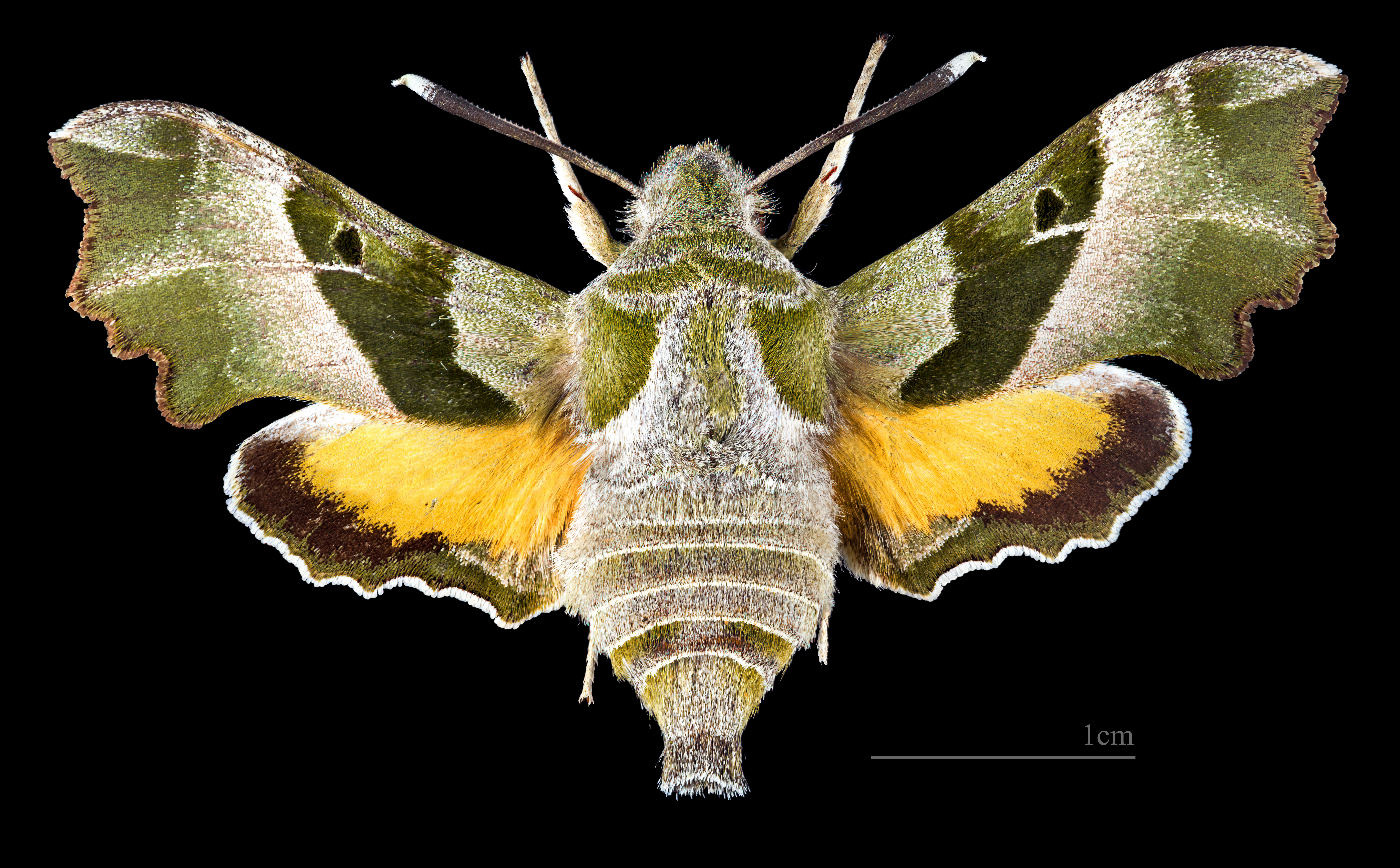
Proserpinus proserpina ♀
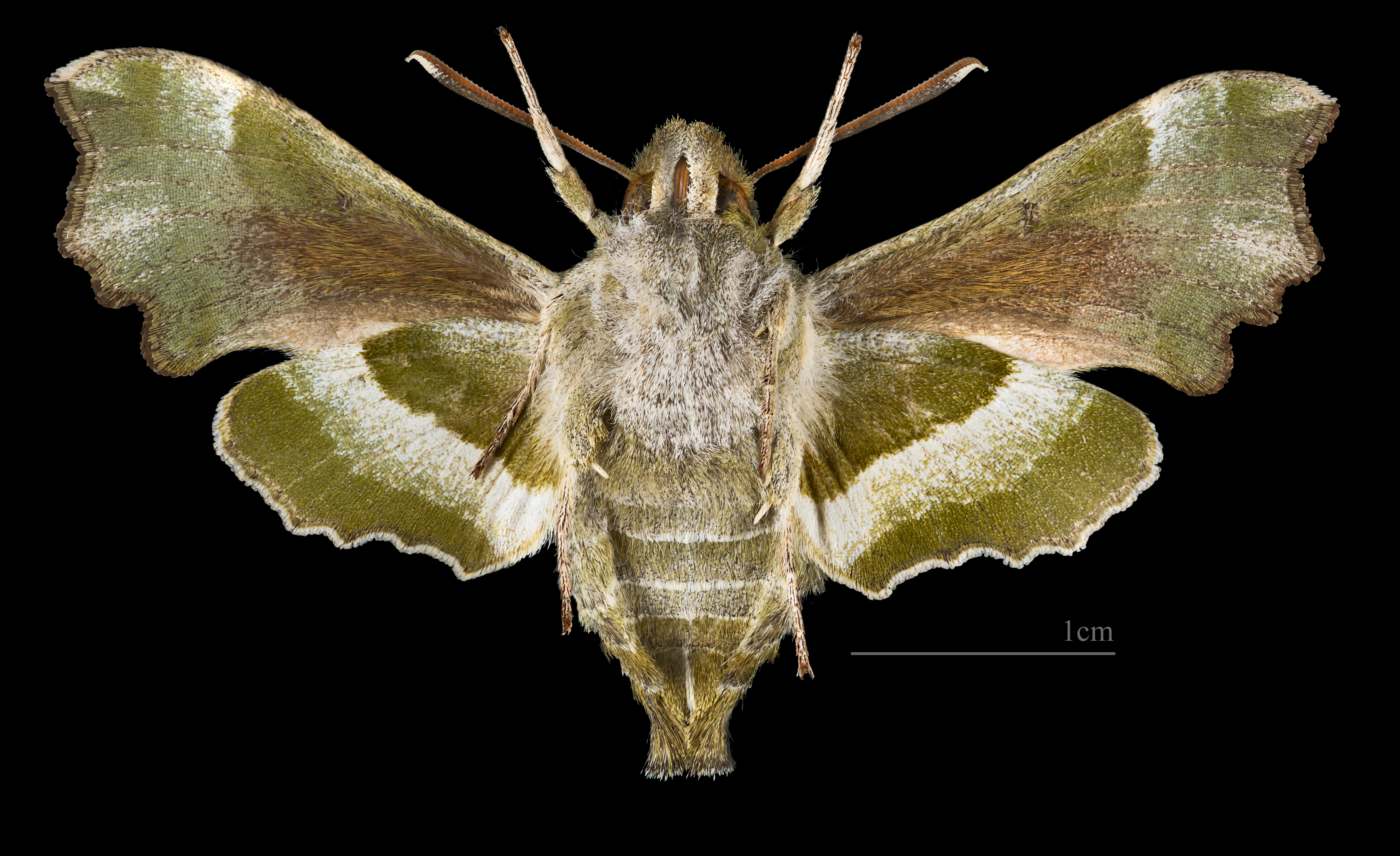
Proserpinus proserpina  ♀ △